# Ethylarsindichlorid
Dichlorethylarsin ist eine chemische Verbindung aus der Gruppe der Arsenorganischen Verbindungen.

## Gewinnung und Darstellung
Dichlorethylarsin kann durch Chlorierung von Ethylarsenoxid gewonnen werden.

## Eigenschaften
Dichlorethylarsin ist eine feuchtigkeitsempfindliche, wenig flüchtige, farblose Flüssigkeit mit fruchtigem Geruch, die in Wasser hydrolysiert. Sie zersetzt sich bei Erhitzung.

## Verwendung
Dichlorethylarsin wurde als Gaskampfstoff eingesetzt.